# محوطه تکیدر
محوطه تکیدر مربوط به دوران‌های تاریخی پس از اسلام است و در شهرستان طالقان، روستای شهرک واقع شده و این اثر در تاریخ ۱۲ بهمن ۱۳۸۱ با شمارهٔ ثبت ۷۰۹۲ به‌عنوان یکی از آثار ملی ایران به ثبت رسیده است.